# Lac Kinda
Lac Kinda är en sjö i Kongo-Kinshasa. Den ligger i provinsen Haut-Lomami, i den södra delen av landet, 1 200 km sydost om huvudstaden Kinshasa. Arean är 6,1 kvadratkilometer. Den sträcker sig 4,4 kilometer i nord-sydlig riktning, och 3,1 kilometer i öst-västlig riktning. Sjön är mindre än en meter djup och avvattnas via mindre vattendrag till Lubudi.
Den första europén som besökte sjön var Paul Le Marinel 1891. När han besökte sjön var den boplats för fisk, fåglar, flodhästar och krokodiler.